# Ґавар (Марказі)
Ґавар (перс. گوار) — село в Ірані, у дегестані Седе, в Центральному бахші, шахрестані Ерак остану Марказі. За даними перепису 2006 року, його населення становило 2682 особи, що проживали у складі 784 сімей.

## Клімат
Середня річна температура становить 11,59°C, середня максимальна – 30,63°C, а середня мінімальна – -10,07°C. Середня річна кількість опадів – 262 мм.
| Клімат поселення                              | Клімат поселення | Клімат поселення | Клімат поселення | Клімат поселення | Клімат поселення | Клімат поселення | Клімат поселення | Клімат поселення | Клімат поселення | Клімат поселення | Клімат поселення | Клімат поселення | Клімат поселення |
| Показник                                      | Січ.             | Лют.             | Бер.             | Квіт.            | Трав.            | Черв.            | Лип.             | Серп.            | Вер.             | Жовт.            | Лист.            | Груд.            |                  |
| Середній максимум, °C                         | 5,98             | 7,98             | 11,86            | 18,16            | 23,47            | 29,16            | 30,63            | 30,36            | 25,54            | 19,08            | 12,28            | 6,82             |                  |
| Середня температура, °C                       | −2,05            | −0,04            | 3,82             | 10,13            | 15,43            | 21,14            | 24,98            | 24,69            | 19,87            | 13,40            | 6,61             | 1,16             |                  |
| Середній мінімум, °C                          | −10,07           | −8,06            | −4,21            | 2,10             | 7,40             | 13,12            | 19,30            | 19,01            | 14,22            | 7,73             | 0,94             | −4,5             |                  |
| Норма опадів, мм                              | 38               | 38               | 48               | 33               | 27               | 4                | 1                | 1                | 0                | 9                | 26               | 37               |                  |
| Середньомісячна швидкість вітру, м/с          | 1.40             | 2.00             | 2.87             | 2.94             | 2.71             | 2.44             | 2.48             | 2.30             | 2.18             | 2.13             | 1.75             | 1.60             |                  |
| Середньомісячна сонячна радіація, кДж/м²·день | 9449             | 12648            | 15178            | 18497            | 22387            | 26841            | 25751            | 24206            | 21357            | 15838            | 11110            | 9127             |                  |
| --------------------------------------------- | ---------------- | ---------------- | ---------------- | ---------------- | ---------------- | ---------------- | ---------------- | ---------------- | ---------------- | ---------------- | ---------------- | ---------------- | ---------------- |
| Джерело:                                      |                  |                  |                  |                  |                  |                  |                  |                  |                  |                  |                  |                  |                  |